# حرب الصحراء الليبية 2011
حرب الصحراء الجنوبية الليبية في 2011 هيَ نزاع طويل وسلسلة من الاشتباكات والمعارك الصغيرة التي نشبت بين الثوار الليبيين وقوات العقيد معمر القذافي بين شهري فبراير وأغسطس من عام 2011 في الصحراء الليبية الواقعة جنوب ليبيا كجزء من حرب ثورة 17 فبراير. كانت أبرز اشتباكات هذه الحرب في مدينتي الكفرة (جنوب شرق البلاد) وسبها (جنوب غرب البلاد)، لكنها بشكل عام كانت صغيرة إلى حد ما، ولم تصل إلى حد المعارك والاشتباكات في الجبل الأخضر أو الجبل الغربي.

## مراحل الحرب

### معارك يوليو
في يوم الخميس 21 يوليو شنت كتائب القذافي هجوماً على الثوار في مدينة قطرون جنوب غرب ليبيا، فسقطَ قتيلان بينهم، مما دفعهم إلى الانسحاب نحوَ الجزء الجنوبي منها، بينما استولت الكتائب على الجزء الشمالي. ولم يَمضي وقتٌ طويل حتى عاودت الكتائب هجومها في يوم الأحد 24 يوليو، فدحرت الثوار واستولت على المدينة بكاملها.

### معارك أغسطس
نجحَ ثوار جنوب غرب ليبيا في يوم الخميس 18 أغسطس بالاستيلاء أخيراً على مدينة مرزق، وذلك بعدَ دخولهم في اشتباكات عَنيفة معَ كتائب القذافي التي كانت مُسيطرة عليها دامت لخمس ساعات وانتهت بمقتل 10 رجال وأسر 13 آخرين من أفراد الكتائب أحدهم برتبة عميد، فضلاً عن تدميرهم لعدد من آليات الكتائب العسكرية، لكن في المُقابل سقطَ بين الثوار قتيل و3 جرحى. ولاحقاً في يوم الثلاثاء 23 أغسطس قصفت كتائب القذافي مدينة سبها في جنوب ليبيا الغربي بالصواريخ، مما أوقع 4 قتلى في صفوف الثوار بها، وذلك بعدَ أن كان الثوار قد سيطروا عليها يوم الإثنين.

## الضحايا والخسائر
| اليوم    | المدينة | ضحايا الثوار | ضحايا القذافي | أخرى للقذافي     | المراجع |
| -------- | ------- | ------------ | ------------- | ---------------- | ------- |
| 21 يوليو | القطرون | قتيلان       |               |                  | [ 2 ]   |
| 18 أغسطس | مرزق    | قتيل و3 جرحى | 10 قتلى       | عدة آليات عسكرية | [ 3 ]   |
| 23 أغسطس | سبها    | 4 قتلى       |               |                  | [ 4 ]   |